# Malléabilité

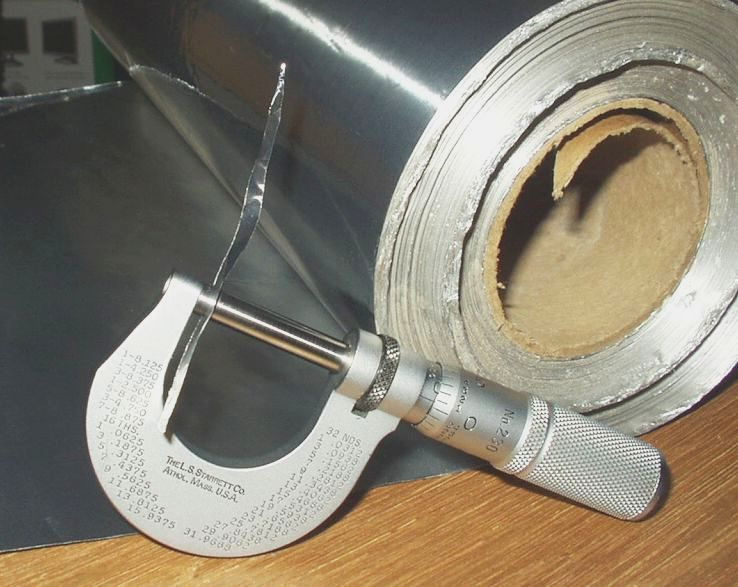
L'aluminium est malléable

La malléabilité  est la propriété d'un matériau à être déformé à chaud ou à froid, par choc ou pression, en conservant la nouvelle forme acquise. La malléabilité est la raison pour laquelle on peut laminer (rouleau compresseur) un matériau, le forger (martèlement), ou découper plus ou moins facilement un matériau de faible épaisseur. 

## Exemples
L'or, l'argent et le plomb sont des métaux très malléables ou ductiles.
La ductilité est une propriété conditionnée par la malléabilité. « La malléabilité est le premier indice de la ductilité ; mais elle ne nous donne néanmoins qu'une notion assez imparfaite du point auquel la ductilité peut s'étendre. » — Buffon